# Fracción Santa Elena
Fracción Santa Elena är en ort i Mexiko.   Den ligger i kommunen Tapachula och delstaten Chiapas, i den sydöstra delen av landet, 900 km sydost om huvudstaden Mexico City. Fracción Santa Elena ligger 796 meter över havet och antalet invånare är 187.
Terrängen runt Fracción Santa Elena är kuperad åt sydväst, men åt nordost är den bergig. Runt Fracción Santa Elena är det ganska tätbefolkat, med 179 invånare per kvadratkilometer. Närmaste större samhälle är Cacahoatán, 15,2 km sydost om Fracción Santa Elena. I omgivningarna runt Fracción Santa Elena växer i huvudsak städsegrön lövskog.